# Pljevlja
Pljevlja (Montenegrino - Cirílico: Пљевља) é a cidade capital do município de Pljevlja em Montenegro. Em 2011 a população era de 19 489 habitantes. É a terceira cidade mais populosa de Montenegro. A localidade onde o município se instalou é conhecida por possuir sítios arqueológicos que possuem registros históricos que apontam a presença de vida humana já no período Paleolítico Superior. Hoje, possui construções que atraem um contingente significativo de turistas.